# Altruppersdorf
Altruppersdorf ist eine Ortschaft und eine Katastralgemeinde der Gemeinde Poysdorf im Bezirk Mistelbach in Niederösterreich.

## Geografie
Im Südosten außerhalb eines ausgedehnten Waldgebietes am Nagelbach gelegen, bildet die Ortschaft heute den westlichsten Teil der Gemeinde Poysdorf.

## Geschichte
Der Ort wurde erstmals 1301 als Rupprechtsdorf urkundlich erwähnt.
Laut Adressbuch von Österreich waren im Jahr 1938 in der Ortsgemeinde Altruppersdorf ein Bäcker, ein Binder, zwei Fleischer, ein Gastwirt, zwei Gemischtwarenhändler, eine Hebamme, zwei Schmiede, eine Schneiderin, drei Schuster, zwei Tischler und ein Wagner ansässig. Weiters gab es im Ort eine Milchgenossenschaft und die Raiffeisenkasse.
Die davor eigenständige Gemeinde wurde am 1. Jänner 1972 mit der Gemeinde Poysdorf fusioniert.

## Sehenswürdigkeiten
- Pfarrkirche Altruppersdorf, hl. Sebastian, gotische Anlage, 1674 erweitert und barockisiert

## Persönlichkeiten
- Franz Leisser (1914–1984), Lehrer und Abgeordneter zum Nationalrat, wurde hier geboren
- Emmanuel J. Bauer (* 1959), Theologe und Psychotherapeut, wuchs hier auf